# Deckname Luna

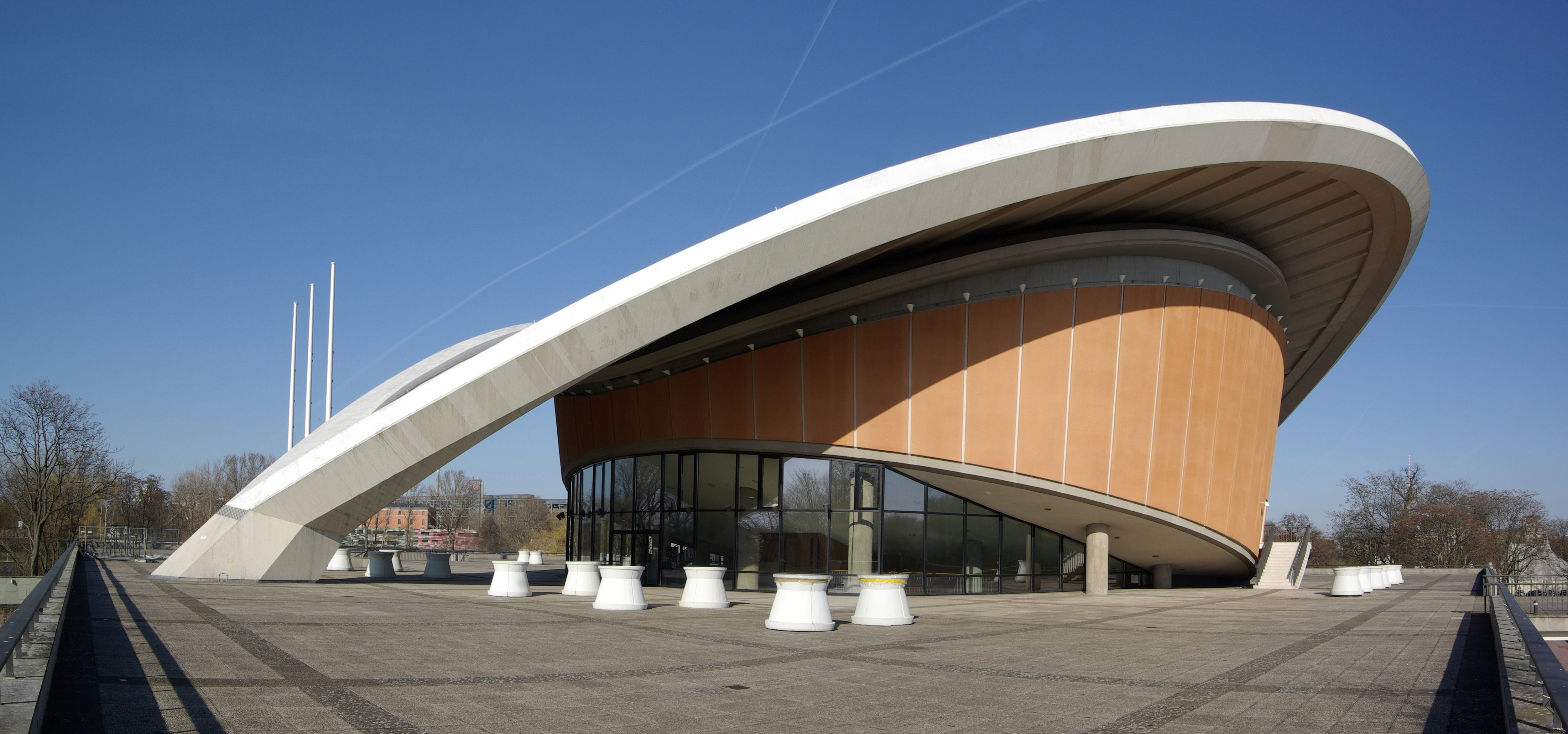
Die Kongresshalle in Berlin diente unter anderen als Motiv für den Film.

Deckname Luna ist ein zweiteiliger Fernsehfilm aus dem Jahr 2012 mit Anna Maria Mühe und Götz George in der Hauptrolle. Er hatte am 5. November und 8. November 2012 im ZDF Premiere. Der Film ist ein Spionagedrama, das zu Beginn des Wettlaufs zum Mond (1961 bis 1964) zwischen den Supermächten USA und der Sowjetunion im geteilten Deutschland spielt.

## Handlung
Raketenwissenschaftler Prof. Arthur Noswitz flieht mit Hilfe des BND im April 1961 aus der Sowjetunion und unterstützt seitdem in Augsburg bei der Bayrischen Triebwerk Technik (BTT) den Westen beim Wettlauf zum Mond. Nach seiner Flucht gerät seine Familie in Rostock ins Visier der Staatssicherheit. Seine Enkelin Lotte Reinhardt träumt in der DDR von einer Karriere als Kosmonautin gemäß ihrem Vorbild Juri Gagarin, der zu dieser Zeit als erster Mensch den Weltraum erreicht. Als die Berliner Mauer gebaut wird, bricht für die überzeugte Kommunistin Lotte eine Welt zusammen, und sie versucht, ihrem Bruder zu helfen, für einen gerechten Sozialismus zu demonstrieren. Nach einer Flugblattkampagne wird sie von der Stasi festgenommen und unter unmenschlichen Bedingungen gefangen gehalten. Nach ihrer Freilassung sucht sie ihren Freund auf, den sie verdächtigt, sie verraten zu haben. Dabei kommt der Freund bei einem Treppensturz zu Tode. Trotz der sofort eintreffenden Stasi-Mitarbeiter flüchtet sie mit Hilfe ihres Bruders Kurt über die Ostsee nach Westen. Sie gilt in der DDR nun als Mörderin, und ihre Eltern werden unter Druck gesetzt. Da ihr Vater sich widersetzt, sie zu verleugnen, wird er in Rente geschickt.
In der Bundesrepublik fährt sie zu ihrem Großvater nach Augsburg. Er lebt mittlerweile bei ihrer Tante, die einen Friseursalon betreibt. Stasi-Major Moll, der Lotte insgeheim zur Flucht verhalf, zwingt sie, im Westen ihren Großvater und dessen Forschungsergebnisse auszuspionieren. Als Druckmittel benutzt er ihren Bruder, der für Fluchthilfe zu vier Jahren Haft verurteilt wurde. Er verspricht ihr für die erfolgreiche Zusammenarbeit, ihrem Bruder zu helfen. Lotte wird mit Hilfe einer Anleiterin zur Spionage ausgebildet. Als Moll das Grab seiner Frau in Peenemünde besucht, entdeckt er ein Grab mit Lottes Namen, die angeblich bereits nach der Geburt 1941 verstarb. Moll glaubt, sie sei schon vorher eine Westspionin gewesen, selbst ihre Mutter bleibt auf sein Drängen schweigsam. Mittlerweile arbeitet Lotte bei ihrem Großvater. Es hat sich zwischen Lotte und dem Mitarbeiter ihres Großvaters, Dr. Oskar Herrmann, eine Liebesaffäre entwickelt, 1964 heiraten die beiden. Für Lotte wird es immer schwieriger, ihre Spionagetätigkeit vor ihm zu verbergen, vor allem, nachdem BND-Agent Bruhns gegenüber den Forschern die Existenz eines KGB-Spions namens Kosmos mitgeteilt hat. Als Lotte in West-Berlin nach einem Kongress in einer Kirche von Oskar als Spionin ertappt wird, einigen sie sich darauf, den BND zu kontaktieren. Um zu verhindern, dass Lotte auffliegt, wird einer ihrer Bürokolleginnen vom KGB eine Spionagekamera untergeschoben, und diese wird vom BND verhaftet. Anstatt Lotte festzunehmen, handelt Bruhns mit ihr aus, falsche Informationen an die Stasi zu liefern, um so Kosmos auf die Spur zu kommen. Moll wird aber misstrauisch und lässt Lotte stärker überwachen. Dieser hat nebenbei eine Affäre mit Lottes Tante in Augsburg angefangen, die aber auch für ihn selbst gefährlich werden könnte.
Nachdem die BTT-Forscher es geschafft haben, einen Treibstoff zu entwickeln, mit dem ein erfolgreicher Raketenstart gelingt, fotografiert Lotte die Ergebnisse. Während der anschließenden Feier anlässlich des Erfolges, von der ihr Großvater sich früh entfernt, vernichtet Lotte jedoch das Material. Eine Frau mit roten Haaren entpuppt sich als sowjetische Agentin, die sich mit Kosmos treffen wollte, aber von Bruhns geschnappt und zu einer Aussage gefoltert wird. Den Umhang, den sie bei der Festnahme verloren hatte, nutzt Lotte und geht ihrem Großvater nach. Es stellt sich für sie heraus, dass ihr Großvater Kosmos ist und er erreichen will, dass ein Dritter Weltkrieg mit ausgewogenem Wissen beider Supermächte nicht zum Ausbruch kommt. Ihm gibt sie sich als Stasi-Spionin zu erkennen und beichtet ihm, dass sie auch vom BND Hilfe angenommen habe. Noswitz erreicht per Funk nach Moskau die Freilassung seines Enkels Kurt im Austausch gegen seine Person. Die Spionin hat mittlerweile auf Grund eines Serums geredet, und Bruhns jagt Lotte und ihren Großvater bis zur innerdeutschen Grenze, wo der Austausch bei einer Brücke stattfinden soll.
Dort überredet sie ihren Großvater, zu erzählen, warum es ein Grab mit ihrem Namen gibt. Er erzählt ihr, dass er in Peenemünde eine Affäre mit einer ukrainischen Lagerarbeiterin hatte, die ein Kind von ihm bekam und danach im Jahre 1942 von den Nazis hingerichtet wurde. Das Kind ist Lotte selbst, und er gab sie seiner Tochter, die gerade ihr eigenes Kind verloren hatte. Plötzlich treffen Moll und die Russen zum Austausch ein. Während des Austausches kommt Bruhns auf westlicher Seite hinzu und fordert Noswitz auf, sich zu ergeben. Als dieser nicht hört, wird er von Bruhns ins Bein getroffen. Lotte stürmt zu ihm, und Molls Untergebener schießt auf Grund des Verratsverdachtes auf sie, trifft aber den Professor, der sich in die Schusslinie gestellt hat. Noswitz stirbt in Lottes Armen, und Moll, lange von Gewissensbissen geplagt, läuft in den Westen über.

## Kritik
„Aufwändig inszeniertes (Fernseh-)Drama als Porträt einer jungen Frau vor dem Hintergrund des Kalten Krieges.“

## Hintergrund
- Der Deckname Luna, der Lotte Reinhard von der Stasi gegeben wird, basiert auf der Operette Frau Luna, die Lottes Lieblingsoperette war. Die Namen der Protagonisten aus dieser Operette benutzt Lotte bei einem Verhör der Stasi durch Stasi-Mitarbeiter Schoen um sie als Namen evtl. Hintermänner preiszugeben. Dies wird aber von Major Moll erkannt. Daraufhin wählt Major Moll den Decknamen Luna für Lotte.
- Manche Szenen im Film werden im in den 1960er und 1970er Jahren beliebten Split-Screen-Verfahren gezeigt, um parallele Geschehnisse darzustellen. Dabei werden den Spielszenen historische Aufnahmen gegenübergestellt.
- Das Lied, das Lotte und Professor Noswitz im Film oft summen, ist das russische Volkslied Poljuschko Pole.
- Der Austausch am Schluss ist an die realen Agentenaustauschaktionen an der Glienicker Brücke von 1962, 1985 und 1986 angelehnt.
- Von den 1930er bis in die 1960er Jahre gab es tatsächlich Raketenstarts in Cuxhaven.
- Dialogcoach für russische Sprache war Olga Volha Aliseichyk.[2]

## Veröffentlichungen
Der Film ist seit dem 9. November 2012 als DVD im Handel erhältlich.